# Peter Houseman
Peter Houseman (Battersea, 24 dicembre 1945 – Oxford, 20 marzo 1977) è stato un calciatore inglese, di ruolo centrocampista o attaccante.

## Carriera
Bandiera del Chelsea - vanta 343 presenze e 39 reti nei Blues, morì assieme alla moglie e a due amici in un incidente automobilistico mentre militava nell'Oxford United nel 1977.

## Palmarès

### Club

#### Competizioni nazionali
- Coppa di Lega inglese: 1

Chelsea: 1964-1965
- Coppa d'Inghilterra: 1

Chelsea: 1969-1970

#### Competizioni internazionali
- Coppa delle Coppe: 1

Chelsea: 1970-1971